# 布朗普顿路

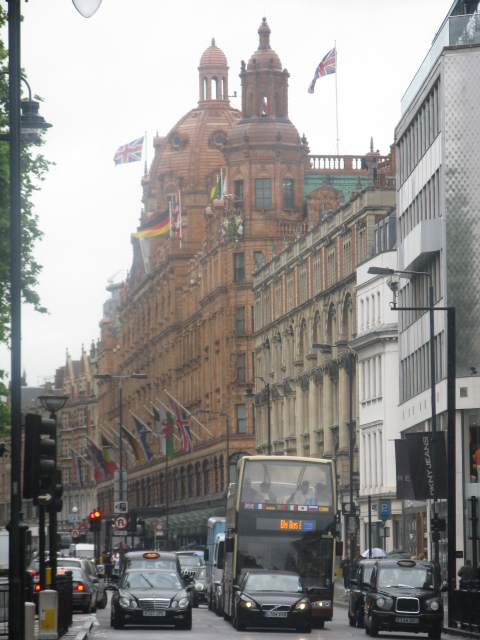
布朗普顿路

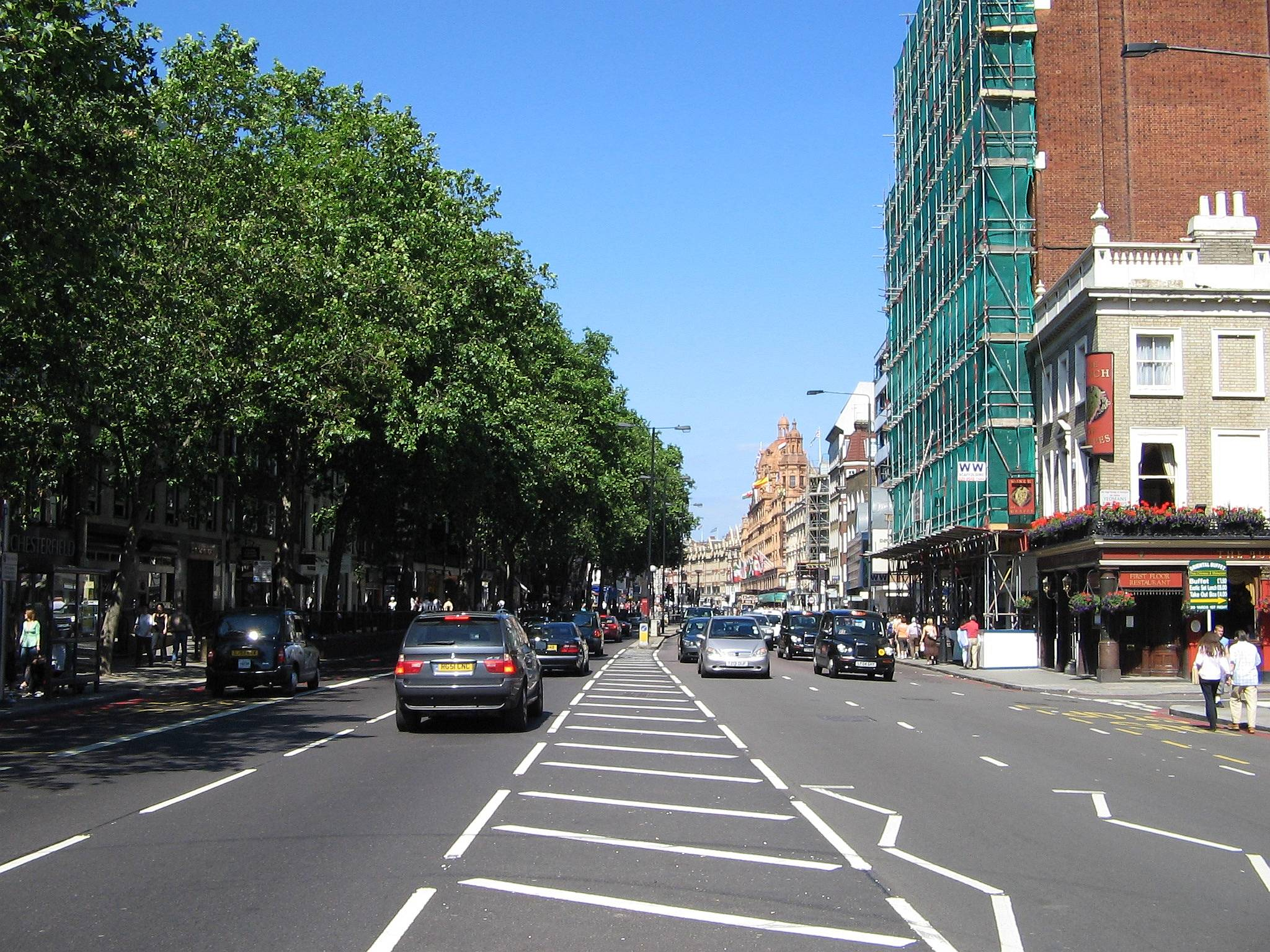
布朗普顿路

布朗普顿路（Brompton Road）是伦敦骑士桥地区的一条街道。
布朗普顿路东起伦敦地铁皮卡迪利线的骑士桥站，向西南方穿过直到埃杰顿花园（Egerton Gardens）的一个极其富裕的住宅区，然后经过南肯辛顿站以东地区。布朗普顿路结束于俗称的布朗普顿十字（Brompton Cross），然后便成为富勒姆路（Fulham Road），切尔西足球俱乐部的所在地。
沿着布朗普顿路，有五星级酒店，以及许多顶级餐厅和商店。世界上最著名的百货公司之一哈洛德百货公司，位于这条路的东段。这条路上的另一个地标，是天主教圣母无玷之心堂（Church of the Immaculate Heart of Mary），通常称为布朗普顿圣堂（Brompton Oratory）。
皮卡迪利线的布朗普顿路站介于骑士桥站和南肯辛顿站之间，紧邻布朗普顿圣堂的东侧。1934年7月30日，由于客流量不足而关闭。
布朗普顿路有时会与老布朗普顿路混淆，那条路在更西面的南肯辛顿。
51°29′56″N 0°09′54″W / 51.4989°N 0.1650°W